# 孔雀 (電視劇)
孔雀是公共電視在2018年推出的詩選電視劇《你的孩子不是你的孩子》的第四單元，改編自吳曉樂作品《你的孩子不是你的孩子》中的私的迷思，由陳慧翎導演，謝瓊煖和王渝萱主演。描述藍領家庭出身的主角在就讀私立名校維德中學後處處不適應，便為了獲得自己想要的生活，與一隻可以實現願望的神奇孔雀進行魔鬼交易的魔幻故事。劇集在2018年7月28日首播。

## 製作
孔雀改編自散文中的私的迷思一章，由於陳慧翎認為「私的迷思」這個名稱有點像成人片，所以改成了「孔雀」。相較於系列的其它作品著重於探討親子間的關係，孔雀探討的是台灣社會的階級問題。該篇章由夏康真擔任編劇統籌，和馬千代及費工怡共同編寫劇本。夏康真表示由於原著裡母親和女兒的性格都比較溫和，因此便和另外兩位編劇費工怡、馬千代一起試著將兩人的性格變得更鮮明，並加入魔幻元素強化角色的慾望。夏康真以自己曾看過的三島由紀夫的短篇故事孔雀為靈感，指出孔雀具有「華麗而無用」這個意象，並一步步朝著設計一隻「能誘發人類欲望的孔雀」為方向來改編故事。她希望觀眾在看完故事後能思考私立學校盛行的原因，以及公立教育出了何種問題，並注意到階級流動、升學主義、菁英主義和功利主義等社會共有的價值觀，是如何讓我們失去了自己的個人特色，變成無異於他人的人。而馬千代認為劇中的母親反映出現實中許多家長對公立學校的不安全感，才會逼著女兒去讀私校。
夏康真認為私的迷思裡的媽媽是原著裡最溫暖的一個，而飾演主角父親的陳以文則為角色加入了愛好樂透這一個生活化的要素，這些要素使得不少觀眾向夏康真表示孔雀裡的家庭是五個單元中最完整、最生動的家庭。

## 演員
孔雀中的母親角色方美琪由謝瓊煖飾演，她表示孔雀的題材雖然常見，但是表現方式富有奇幻色彩。謝瓊煖認為演出如同方美琪這一類社會邊緣人的角色可以讓自己檢視自我，但方美琪比較不寫實，所以也不時對角色過於浮誇感到受不了。陳慧翎指出，謝瓊煖和鍾欣凌一樣經常擔任配角，但她們有著可以鎮壓全場、掩蓋偶像生澀演技的能力。
故事中的孩子角色劉巧藝由王渝萱飾演，她因為與孔雀進行交易而逐漸變成孔雀。因此王渝萱在劇中演出了吃草、青蛙和蟋蟀等情節，還要揣摩孔雀的舉止與神態、學習孔雀的叫聲。王渝萱表示自己雖然喜歡大自然，也不排斥吃草和吃炸蟋蟀，但卻不喜歡禽類和抓青蛙，因此對抓青蛙有相當的心理障礙，在觀看大量孔雀影片時、以及與孔雀近距離對戲時也都感到不舒服，不過她對於戴白色隱形眼鏡模擬孔雀的瞬膜感到很興奮。王渝萱認為《你的孩子不是你的孩子》確實表達了青少年的心聲，對劇中描述的填鴨式教育深有感觸。
劇中的孔雀由那維勳配音，劇組向台開新埔園區借了四隻孔雀進行拍攝，劇組還為四隻孔雀中的其中三隻取名為「朝偉」、「天殘」和「德華」，最後一隻沒有名字。由於孔雀在拍攝期間換毛，為了展現出孔雀開屏的氣勢，劇組等待了數個月，才終於等到孔雀的羽毛長成，也因此這個故事最後的殺青戲碼就是拍攝孔雀。此外在各個場景裡加入了孔雀貼紙、孔雀餅乾等各種孔雀元素。郭子乾飾演維德中學的校長，他為了讓學校更加昌盛，向孔雀獻上了自己的雙腿。陳慧翎表示，孔雀的定位是比較荒誕的，而郭子乾給人兼具了喜感和邪惡的氣質，因此找他合作。

## 劇情大綱
貴族學校維德中學裡有一隻會說話的神奇孔雀（那維勳配音），只要有人以「一部分的自我」為代價便能實現任何願望。校長（郭子乾飾）為了讓學生的成績更加卓越，以自己的健康做出交易，另外，校方在家長同意書的授權下制定多條嚴苛校規，讓維德中學成為升學名校。
劉巧藝（王渝萱飾）的成績優異且富有藝術才華，在生日會上，她的同學贈送的禮物都十分珍貴，巧藝原本擔心自己送的手工卡片會被看不起，但同學們無不對她的精巧手藝大加讚賞，而她的才能也讓她甄選上國際基因工程大賽的美工組。這是申請大學的必勝門票，但整體的參加費用高達新台幣20萬元，對劉家而言是不小的負擔。劉巧藝的父親劉景輝（陳以文飾）是沉迷樂透彩的計程車司機，母親方美琪（謝瓊煖飾）是勤儉持家的採茶工，將希望都投注在兒女身上。巧藝想在假日和同學出遊用餐，但零用錢不夠支應，孔雀反映出她的內心思想，巧藝進行交易後雖然獲得鉅款，但她眼中的世界卻逐漸失去色彩，無法再進行藝術創作，被迫退出基因工程比賽。
轉學生施宇婕（李宇彤飾）對學校以升學為導向的教學方針十分不滿，並在初入學校後得到糟糕的成績，雖然她的成績沒多久就突飛猛進，但她的聲音卻變得如同孔雀，之後就休學了。在孔雀的能力下，巧藝獲得鉅款並將之捐給學校，作為她加入學生團體的敲門磚，但她的舉動也越來越接近孔雀，甚至吃起了昆蟲和青蛙。劉景輝發現女兒的異狀，威脅孔雀不得再蠱惑女兒。方美琪希望巧藝的弟弟巧新（林鼎軒飾）也能就讀升學名校，雖然志在體育的巧新對此興趣缺缺，但方美琪堅持己見並找了符合學籍的房子，為了逃避此事，巧新以自己原本就很拙劣的數學能力向孔雀交換免於就讀名校的未來。不料此時劉家父母的工作都分別出了意外，一時之間失去收入，母親泣訴自己努力賺錢都是為了子女能飛黃騰達，並痛罵兩姊弟不成器。眼看母親為錢所困，不得已的巧藝只好再向孔雀許願，表示願意不惜代價拯救父母。
之後劉景輝中了樂透，但巧藝的眼睛變得像是孔雀的眼睛，身上還長出羽毛，但即使她受到了這樣的痛苦，方美琪仍認為女兒應堅持下去直至考取大學為止，只要往後能就讀頂尖大學，就能翻身到上層階級，而且旁人只在乎學位頭銜，不會在乎她的經歷，她甚至為此獻上了自己的一切，此話一出令巧藝激動不已，稱這都是出身平凡的他們過度貪心、妄圖擠身上層圈所招致的後果。方美琪瞞著家人趁夜潛入維德中學的校園，本有意用菜刀殺死孔雀，但被孔雀以實現心願說服，在方美琪走進孔雀籠後，巧藝的身體恢復原狀，並和弟弟分別都進了名校，此前與孔雀交易導致聲音異常的施宇婕接受言語復健治療，只是在那之後再也沒有人見過方美琪的身影，只留下孔雀園內一隻不會說話的孔雀。
在片尾彩蛋片段中顯示，方美琪走進孔雀籠後，以自身為代價向孔雀換取巧藝恢復正常、巧藝和巧新進入名校求學與家庭回歸正常生活的願望成真，面對孔雀質疑許下的願望皆和自己無關，方美琪僅稱道：「沒關係，我願意」。

## 評價
作家海苔熊解析故事，指出我們可以試著探討家人在說出傷人的話時，背後有著什麼樣的原因，儘管可能仍然對問題一籌莫展，但是在理解原因之後，會發現家人之間依然存在著愛。公民科教師蕭唯善認為孔雀以階級社會突顯「交換」的概念，例如以成績換取名校、以禮物換取友誼、以金錢換取權力等，權力小的一方必須透過順從來換取資源，而劇中的孔雀可以是任何一個權力者的化身。科技大學助理教授閒野認為，孔雀的寓意是相信並珍惜自己的獨特價值，繽紛的羽毛縱然令人嚮往，但如果想不勞而獲，就必須付出代價。巧藝正是逾越了自己的本分才招致禍患。還有一些評論指出，雖然很難否定家長為子女的犧牲奉獻，但這樣的觀念卻助長勢利的心態，而故事的結局也讓人感到諷刺。

## 獎項紀錄
| 年份   | 頒獎典禮     | 獎項                         | 入圍者 | 結果 |
| ------ | ------------ | ---------------------------- | ------ | ---- |
| 2019年 | 第54屆金鐘獎 | 迷你劇集／電視電影新進演員獎 | 王渝萱 | 提名 |